# Heterosporium ornithogali
Heterosporium ornithogali är en svampart som beskrevs av Klotzsch 1877. Heterosporium ornithogali ingår i släktet Heterosporium och familjen Davidiellaceae.   Inga underarter finns listade i Catalogue of Life.